# Olivsparv
Olivsparv (Arremonops rufivirgatus) är en fågel i familjen amerikanska sparvar inom ordningen tättingar. Den förekommer i Centralamerika, från Mexiko till Costa Rica, men även i sydligaste i USA. Beståndet anses vara livskraftigt.

## Utseende och läten
Olivsparven är en 14-15,5 centimeter lång och den enda sparven med en olivfärgad rygg. På huvudet syns ett tydligt brunt ögonbrynsstreck och hjässband. Bröstet är beigefärgat, buken med inslag av vitt och näbben är konformad. Könen är lika, men ungfågeln är mer beige och streckad på buken. Jämfört med liknande grönstjärtad snårsparv är den mindre och saknar rostfärgad hjässa. Hanen sjunger en omusikalisk serie tjipp-toner, liknande träsksparven.

## Utbredning och systematik
Olivsparv delas in i nio underarter med följande utbredning:
- rufivirgatus-gruppen
  - Arremonops rufivirgatus rufivirgatus – södra Texas till nordöstra Mexiko (från Coahuila och Nuevo León till Tamaulipas)
  - Arremonops rufivirgatus ridgwayi – östra Mexiko (från södra Tamaulipas till San Luis Potosí och norra Veracruz)
  - Arremonops rufivirgatus crassirostris – kustnära sydöstra Mexiko (från Veracruz till östra Puebla och norra Oaxaca)
  - Arremonops rufivirgatus verticalis – sydöstra Mexiko (från Yucatán-halvön) till Petén i norra Guatemala och norra Belize
  - Arremonops rufivirgatus rhyptothorax – sydöstra Mexiko (Yucatán-halvön)
- superciliosus-gruppen
  - Arremonops rufivirgatus sinaloae – kustnära västra Mexiko (Sinaloa till Nayarit)
  - Arremonops rufivirgatus sumichrasti – kustnära sydvästra Mexiko (från Jalisco till Colima, Michoacán och Oaxaca)
  - Arremonops rufivirgatus chiapensis – södra Mexiko (Chiapas centrala dal)
  - Arremonops rufivirgatus superciliosus - vid Stilla havskusten av nordvästra Costa Rica

Underarten ridgwayi inkluderas ofta i rufivirgatus.

### Familjetillhörighet
Tidigare fördes de amerikanska sparvarna till familjen fältsparvar (Emberizidae) som omfattar liknande arter i Eurasien och Afrika. Flera genetiska studier visar dock att de utgör en distinkt grupp som sannolikt står närmare skogssångare (Parulidae), trupialer (Icteridae) och flera artfattiga familjer endemiska för Karibien.

## Levnadssätt
Olivsparven är en stannfågel som ses året runt i buskage, chaparral och tät undervegetation nära skogar, från havsnivån till 1.800 meters höjd. Kunskapen är begränsad om dess föda, men det är känt att den intar småinsekter, spindlar, frön och ibland frukt.

### Häckning
Olivsparven bygger ett bo av grässtrån, kvistar, bark och löv och placerar det mellan en halv och 1,5 meter ovan mark. Mellan mars och september lägger den två till fem ägg vita och ofläckade ägg.

## Status och hot
Arten har ett stort utbredningsområde och en stor, stabil population. Utifrån dessa kriterier kategoriserar internationella naturvårdsunionen IUCN arten som livskraftig (LC). Beståndet uppskattas till 4,8 miljoner vuxna individer.